# Donald M. Eigler

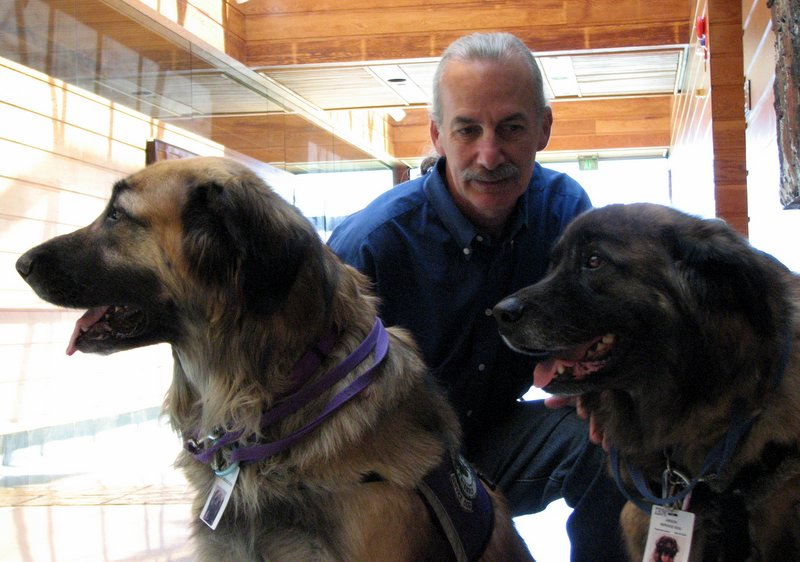
Donald Eigler mit seinen Hunden Neon und Argon (2007)

Donald Mark Eigler, genannt Don Eigler, (* 23. März 1953 in Los Angeles, Kalifornien) ist ein US-amerikanischer experimenteller Festkörperphysiker, der ein Pionier der Nanotechnologie ist.

## Leben
Eigler studierte Physik an der University of California, San Diego (UCSD) mit dem Bachelor-Abschluss 1975 (wonach er 1975/76 an der Universität zu Köln forschte, bevor er wieder an die UCSD ging) und der Promotion an der UCSD 1984. Als Post-Doktorand war er zwei Jahre an den Bell Laboratories und ging dann 1986 zu IBM. Er war am Almaden Research Center von IBM in San José. 2011 ging er bei IBM in den Ruhestand.
Eigler war 1989 der Erste, der das Rastertunnelmikroskop (RTM) nutzte, um Atome auf Oberflächen anzuordnen und zu manipulieren – er wurde berühmt, als er den Schriftzug IBM mit 35 Xenon-Atomen arrangierte. Das Bild brachte es auf das Cover von Nature. 1991 demonstrierte er den Bau bistabiler Schalter auf Nanoebene.
1993 demonstrierte er mit Michael F. Crommie und Christopher Lutz als Erster Quantum Corrals, ein Phänomen aus der Theorie des Quantenchaos – die quantenmechanische Wellenfunktion zeigt „Narben“ an Stellen, in denen klassische Orbits verlaufen, zum Beispiel in den Brennpunkten elliptischer Billards, die Eigler mit Kollegen mit Hilfe der RTM-Technik bauten. 2002 folgte der Bau logischer Schaltkreise im Nanobereich (mit Andreas J. Heinrich) durch Manipulation von Kohlenstoffmonoxid-Molekülen auf Kupferoberflächen.
1993 wurde er IBM Fellow. 2010 erhielt er den Kavli-Preis, 2001 den Davisson-Germer-Preis und 1995 den Dannie-Heineman-Preis. 1994 war er Alexander Cruikshank Lecturer.
Er ist Fellow der American Physical Society und der American Association for the Advancement of Science, deren Newcomb-Cleveland Prize für 1993/94 er erhielt. 1998 wurde er Outstanding Alumnus of the Year der University of California, San Diego. 1999 war er erster Gewinner des Nanoscience Prize. Er ist auswärtiges Mitglied der Norwegischen Akademie der Wissenschaften und Mitglied der National Academy of Sciences.

## Schriften
- D. M. Eigler, P. S. Weiss, E. K. Schweizer, N. D. Lang: Imaging Xe with a low-temperature scanning tunneling microscope. In: Physical Review Letters. Band 66, Nr. 9, 4. März 1991, S. 1189–1192, doi:10.1103/PhysRevLett.66.1189.